# Die Pest in Florenz
Die Pest in Florenz ist ein zur Zeit der italienischen Renaissance spielender, deutscher Ausstattungsfilm aus dem Jahr 1919 in Form eines spätmittelalterlichen Sittengemäldes. Regie führte Otto Rippert.

## Handlung
Julia, eine Kurtisane von großer Schönheit, kommt aus dem sinnenfrohen und ausschweifenden Venedig in das frömmelnde, sittenstrenge Florenz. Die Kirche in ihrer asketischen Frömmigkeit, mit ihren Prozessionen und Pilgerzügen kontrolliert den Alltag. Auf der weltlichen Seite herrscht der strengen moralischen Prinzipien gehorchende Rat der Alten über der Stadt. Er wird angeführt von Cesare. Julias Schönheit bedeutet eine große Versuchung für die sittenstrengsten unter den Honoratioren. Die Kirche beäugt argwöhnisch die Ankunft der weiblichen Versuchung aus dem lockeren Venedig. Bald kann der mächtige Cesare Julias Reizen nicht länger widerstehen und auch sein attraktiver Sohn Lorenzo verliebt sich in die junge Kurtisane. Zu spät erkennt Cesare, dass er den Verführungskünsten Julias hemmungslos ausgeliefert ist. Wie ein liebestoller, alter Narr schleicht er sich in Julias Haus, um ihr nahe zu sein. Doch sie weist ihn zurück und gibt sich seinem Sohn hin. Als Cesare sich ihrer mit Gewalt bemächtigen will, stürzt sich sein Filius auf ihn. Julias Schönheit droht beide ins Verderben zu stürzen, als ein Kampf auf Leben und Tod entbrennt. Im letzten Moment lässt der Alte von Lorenzo und trollt sich.
So lockern sich bald die Sitten in Florenz. Die Jugend der Stadt macht mit ihren Feiern das Haus der lebensfrohen Venezianerin zu einer Stätte der Freude und des Lasters, der Lust und der Wollust. Zähneknirschend muss die Kirche in Person des mächtigen Kardinals erkennen, dass sie den Kampf um Sitte und Anstand zu verlieren droht. Doch der Kardinal will nicht aufgeben. Gemeinsam mit dem rachsüchtigen Cesare veranlasst er den Rat der Alten, Julia als Ketzerin anzuklagen und sie der Folter auszusetzen. Inmitten eines ihrer rauschenden Feste wird Julia von bewaffneten Schergen verschleppt. Lorenzo jedoch reagiert rasch. Er ruft das Volk zusammen, um die kirchliche wie staatliche Despotie der Stadtoberen, die verordnete florentinische Sinnenfeindlichkeit, zu beenden. Wutentbrannt stürmt die Menge den Palast der Alten, Lorenzo vorneweg. Sein Vater stellt sich ihm entgegen. Lorenzo schwingt eine Axt und lässt sie auf seinen Vater und Konkurrenten um Julias Gunst niedersausen.
Die Herrschaft der venezianischen Verführerin hat nun begonnen. Die Kirche ist besiegt, ihre Priester flüchten. In den Gotteshäusern hat ebenfalls der Sittenverfall Einzug gehalten, auch sie dienen einzig als Hort der Ausschweifung und körperlichen Liebe. Als Julia eines Tages auf einem Fest zur Liebeskönigin von Florenz gekrönt werden soll, erscheint eine finster wirkende Gestalt in einer Mönchskutte, um dem wüsten Treiben Einhalt zu gebieten. Eine kräftige Stimme hebt sich aus dem Trubel hervor und droht warnend: „Weh Euch, Florentiner! Weh Euch, Sodom und Gomorrha! Wenn Ihr mir nicht glaubt -- die Steine werden für mich reden!“. Doch die tausenden Stimmen der übermütigen Festbesucher lachen ihn nur aus; ihn: den heiligen Einsiedler mit seiner Mission. Dann geht der finstere Mann wieder.
Einzig Julia bekommt seitdem den Finsterling nicht mehr aus ihrem Kopf. Er ist so vollkommen anders als alle anderen Männer, denen sie hier begegnet ist. Sie will ihn haben, sehnt sich nach seinem spröden, kargen Wesen. Auf einer Jagd erscheint sie vor seiner Höhle. Auch der Einsiedler, Franziskus heißt er, hat die Kurtisane nicht vergessen können. Schwer ringt er mit sich, gefangen zwischen seinem Glauben und seinen Überzeugungen einerseits und dem Verlangen nach der schönen „Sünderin“ andererseits. Franziskus betet zu seinem Gott -- doch die Fleischeslust siegt. Am nächsten Morgen präsentiert Julia stolz der Obrigkeit von Florenz ihre neue Eroberung: Franziskus. Sein erstes Opfer ist zugleich sein Nebenbuhler, Lorenzo, den er mit eigenen Händen in Julias Gemach erwürgt.
Florenz ist jetzt endgültig zur Stätte des Lasters und des hemmungslosen Sittenverfalls degeneriert. Längst hat der Papst die Stadt mit dem Bannfluch belegt. Da beginnen „die Steine zu reden“, wie Franziskus unheilsschwanger vorausgesagt hatte. Das Gespenst des Todes kehrt ein, die Pest, und legt ein grau-gelbes Leichentuch über die verkommene Bevölkerung. Franziskus lässt die Stadttore schließen, um die Gefahr zu bannen. Vergeblich. Das Volk tanzt weiter, wie von Sinnen im Todesrausch. Franziskus fordert ein Wunder von Gott. Da erscheinen an der Wand himmlische Flammenzeichen: „Mene tekel upharsin! Geprüft, gewogen, und zu leicht befunden!“ Franziskus erkennt seine Schuld. Die Stadt soll von Gott für ihren Sündenfall gestraft werden und er, der wieder bekehrte Franziskus, wird sein Werkzeug sein. Durch die Katakomben schleicht er vor die Stadtmauern, um zu büßen und fortan die Pestkranken zu pflegen.
Doch auch ihn befällt die Seuche (vgl. Schwarzer Tod) und nun ist ihm klar: er selbst ist ausersehen, um Florenz zu strafen. Durch die Katakomben wankt er zurück in den Sündenpfuhl und platzt mitten hinein in Julias neuestes ausschweifendes Fest. Berauscht vom Zustand unbändigen Liebesglücks erkennt ihn die Kurtisane. Als sie zu ihm eilt und sich an seine Brust werfen will, werden ihr Augen starr vor Schreck: Hinter ihm, dem bekehrten Geliebten, reckt sich grinsend das Haupt eines Phantoms: die Pest. Noch einige Schritte, und Julia sinkt zu Boden. Die Gäste rasen auseinander, doch schon im nächsten Augenblick hat sie der Tod ereilt. Als letzter von ihnen stirbt auch Franziskus, der vom Saulus zum Paulus Bekehrte, und sinkt auf seine Julia hinab. Und der fröhlich auf der Geige fiedelnde Pesttod zieht an den Leichen links und rechts seines Weges vorbei und verlässt den Festpalazzo der Sünde, um sein Werk andernorts fortzusetzen.

## Produktion
Die Dreharbeiten begannen im Juni und endeten Ende September 1919. Der sieben Akte lange Film wurde am 23. Oktober 1919 im Berliner Marmorhaus-Kino uraufgeführt.
Der Hauptdarsteller Theodor Becker hatte für die anstehenden Dreharbeiten Anfang Juni 1919 seine Gastspielreisen unterbrochen und die Vorbereitungsphase zum Film für einen Auftritt am Schauspielhaus Berlin genutzt, wo er mit Erfolg den 
Coriolanus im gleichnamigen Shakespeare-Stück spielte.
Die größten Aktiva dieses Renaissance-Bilderbogens sind die von Willy Hameister und Emil Schünemann perfekt eingefangenen umfangreichen, mittelalterlichen und sehr beeindruckenden Filmbauten, die von einem gewaltigen Komparsenheer bevölkert werden. Hermann Warm zeichnete für die Atelierbauten im Lixie-Atelier von Berlin-Weißensee verantwortlich, Baurat Franz Jaffé und Warm gestalteten die Außendekorationen des Marktplatzes. Walter Reimann und Walter Röhrig übernahmen die Malarbeiten.
Für Fritz Lang war Die Pest in Florenz einer seiner letzten Aufträge als Drehbuchautor für einen anderen Regisseur.
Die Kostüme lieferte die Firma F. & A. Diringer aus München.

## Kritik
In der Lichtbild-Bühne ist zu lesen: „Die von Fritz Lang der „italienischen Renaissance nach erzählten sieben Kapitel“ zeigen in verblüffenden Bildern, die von außerordentlichem Stilgefühl und Kunstverständnis zeugen, die Sittenverderbnis des mittelalterlichen Florenz und die Strafe, die über die lebenslustige Stadt in Gestalt der Pest zuletzt hereinbrach. […] Dem Einsiedler Franziskus, ein Paulus, aus dem ein Saulus und später wieder ein Paulus wird, verlieh Theodor Becker den Fanatismus seines Blickes und eine ekstatische verhaltene Wut. Daß man den heiligen Franziskus und seine Versuchungen (die ja wohl eigentlich dem heiligen Antonius zugeschrieben werden) in die Savonarola-Epoche verlegte, die römischen Katakomben nach Florenz und noch einige andere historische Kühnheiten sich gestattete, sei schon deswegen verziehen, weil die Regie gerade hierbei Außerordentliches leistete und beispielsweise in der waldumdüsterten Höhle des Einsiedlers, durch die seine Visionen geistern, Meisterhaftes bot. Otto Rippert hat hier eine geniale Hand bewiesen.“
In der Ersten Internationalen Film-Zeitung wird von der Premierenvorstellung wie folgt berichtet: „Herrliche Bilder (Baurat Jaffé zeichnet verantwortlich für die Außen-, Maler Warm für die Innenarchitektur) um den ganzen wilden Kampf: Die Piazza del Signorii mit dem schwerwuchtenden Palast, mit der luftig-zierlichen Loggia del Lanzi. . .  Die Prozession der Feinde aller Schönheit zieht vorbei, der pfäffischen Pächter des Himmels. Und den Büßern begegnet die irdische Liebe: die Kurtisane aus Venedig, von Mohren getragen -- Symbol der Venus und der Schönheit, die sich frei verschenkt. Und dann rollt das Schicksal vorüber durch die sechs Kapitel, das Schicksal der Stadt, der Menschen und der Priesterin der Venus.. . .  Die schöne Marga Kierska spielt so, als ob sie das hergäbe, was ihr Allereigenstes ist. Das Parkett fühlt es, denn noch ist die Tragödie nicht ausgereift, da füllt sich die Loge, in der die schöne Frau persönlich sitzt, mit kostbaren Blumen. Bescheiden wehrt sich Otto Rippert, der vielleicht Verdienstvollste des Abends, vor der von der Menge gewünschten Ovation. Freunde ziehen ihn „ans Tageslicht“, neben die Kierska und die andern. Und nun wird der Beifall Sturm.“
Auch das Fachblatt Der Film fand nach der Premiere durchgehend lobende Worte: „Der Uraufführungsabend im Marmorhaus wurde ein Ereignis. Aufs neue bewies hier die deutsche Filmindustrie, daß sie gesonnen ist, mit allen Kräften den Wettkampf gegen das Ausland aufzunehmen, und daß ihre Chancen durchaus gut sind. Der vom Autor Fritz Lang in sieben Kapitel eingeteilte Film führt uns in abwechslungsreichen, stimmungsvollen Szenen nach Florenz zur Zeit der Renaissance. Stilechte, bis ins Kleinste der Zeit entsprechende Kostüme, buntbewegte Festszenen, groß angelegte Massenbilder, dramatische Geschehnisse fesseln von Anfang bis zu Ende das Auge und beweisen wieder einmal das vorzügliche Organisationstalent, den hochentwickelten Kunstsinn des Regisseurs Otto Rippert. Ein riesiges Heer wohldisziplinierter Komparsen stellt unter seiner zielbewußten, energischen Leitung Massenszenen, denen gegenüber man fast vergißt, hier Theater zu sehen -- wie lebendigste Wahrheit muten die Bilder, die sich vor uns in geschickter Gliederung abrollen, an.“
Das große Personenlexikon des Films nannte Die Pest in Florenz einen „opulent bebilderten […], kostüm- und ausstattungsintensiven […] Renaissance-Bilderbogen“.
Heinrich Fraenkels Unsterblicher Film glaubte in dem Film bereits Fritz Langs thematische Vorlieben zu erkennen: „Es ist überhaupt sehr bezeichnend für Lang, daß die Thematik seiner späteren weltberühmten Filme schon in den allerersten Arbeiten zu finden ist. Das Thema der „femme fatale“ findet sich schon in Die Pest in Florenz und Die Frau mit den Orchideen…“
Oskar Kalbus’ Vom Werden deutscher Filmkunst wies vor allem auf den enormen Aufwand bei der Herstellung dieses Ausstattungsspektakels hin: „Otto Rippert beauftragte den bekannten Berliner Baurat Jaffé und den Maler Warm, im Weichbild Berlins ganze Stadtteile der 'Königin der oberitalienischen Städte' in geschichtlicher und architektonischer Treue für den Film „Pest in Florenz“ (1919) zu bauen. Hunderte von deutschen Bauleuten gingen mutig ans Werk und schufen auf dem Freigelände der Berliner Ufa-Ateliers den Palazzo Vecchio, den einstigen Sitz der Signoria, mit seinem hohen Wachturm, mit dem Wehrgang und den historischen Wappenbildern. Dicht an den Palazzo Vecchio baute Jaffé den Palazzo degli Uffizi, den einst der Maler Vasari (1560–74) geschaffen hat. Die Uffizien wurden durch die berühmte Loggia dei Lanzi teilweise flankiert und ihre graziöse Architektonik durch die gewaltigen Bogenhallen der Loggia unterstrichen. Diese Zentralbauten wurden durch zahlreiche andere Paläste und Prunkbauten umrahmt, und es entstand dadurch ein Entwicklungsraum für 10–15000 Komparsen. In diesen herrlichen Bauten sollte die Sittenverderbnis des mittelalterlichen Florenz und die Strafe geschildert werden, die über die lebensdurstige Stadt in Gestalt einer furchtbaren Pest hereinbrach. Im Mittelpunkt der Handlung stehen eine Circe (Margarete Kierska) und der Einsiedler und Fanatiker Franziskus (Theodor Becker).“